# 三栄交通
三栄交通株式会社（さんえいこうつう）は、千葉県旭市に本社を置く貸切バス・乗合バス事業者。
バスタ新宿などを発着する高速バス「KBライナー」、企業送迎バス、児童の遠足・修学旅行などの貸切バスの運行を行う。都市間ツアーバス「高速バスツアーズ」を受託運行していたが、新高速乗合バス制度の施行に伴い、高速乗合バスへ移行した。

## 沿革
- 1987年（昭和62年）10月 - 有限会社三栄交通を設立[1]。
- 2001年（平成13年）12月 - 一般貸切旅客自動車運送事業の免許を取得[1]。
- 2002年（平成14年）2月 - 三栄交通株式会社を設立[1]。
- 2006年（平成18年）3月 - 千葉県旭市鏑木から旭市萬力へ営業所を移転[1]。
- 2013年（平成25年）7月 - 一般乗合旅客自動車運送事業の免許を取得[1]。高速路線バス事業に参入[1]。新宿 - 神戸線、新宿 - 金沢線を開設[1]。
- 2014年（平成26年）6月 - 新宿 - 大阪線を開設[1]。

## 現行路線
- 新宿・横浜東口 - 南草津・京都駅・大阪梅田[3][2]
- 新宿 - 京都駅・大阪梅田[3][2]
- 新宿 - 富山駅・高岡駅・金沢駅[3][2]
- 東京 鍛冶橋 - 一関駅・北上駅・盛岡駅[3]

## 車両
- 高速車
  - 三菱ふそう・エアロエース、日野・セレガ（ハイデッカー）[3]
- 貸切車
  - 大型車：三菱ふそう・エアロエース、日野・セレガ（ハイデッカー）[4]
  - 中型車：三菱ふそう・エアロバスMM、日野・セレガ（ショート）[4]

## 同名の貸切バス事業者
千葉県山武郡芝山町にも同名の貸切バス事業者「株式会社三栄交通」が存在する。本社所在地や代表者は異なるが、バスのカラーリングが同一である。
- 本社所在地：〒289-1608 千葉県山武郡芝山町岩山2313-19[5]
- 設立：2000年（平成12年）7月21日[5]
- 代表者：内山茂樹[5]
- 資本金：3,000万円[5]
- 事業内容：一般貸切旅客自動車運送事業[5]